# Port Howard
Port Howard (hiszp. Puerto Mitre) - trzecia co do wielkości liczby mieszkańców miejscowość na Falklandach (posiadłość brytyjska), położona na wyspie Falkland Zachodni. Liczy 35 mieszkańców.